# Hanada le garnement
Hanada le garnement (花田少年史, Hanada Shōnen-shi, litt. « L'Histoire du garçon Hanada ») est un manga fantastique de style seinen de Makoto Isshiki, prépublié dans le Mister Magazine entre 1993 et 1995 et publié par Kōdansha en cinq volumes reliés sortis entre janvier 1994 et novembre 1994. La version française est éditée par Ki-oon à partir de août 2017.
Le manga est adapté en une série d'animation de 25 épisodes produite par le studio Madhouse et diffusée sur Nippon Television entre octobre 2002 et mars 2003. Il existe également un film live sorti le 19 août 2006 au Japon.
Le manga a reçu le Prix du manga Kōdansha dans la catégorie générale (seinen) en 1995.

## Synopsis
Hanada Ichiro est un gamin turbulent et espiègle, il aime jouer des tours aux adultes (et aux animaux) et adore casser les pieds à sa sœur, qui le lui rend bien. Il n'a pas peur de se mettre dans des situations délirantes, impliquant de préférence un poste de télé couleur... mais craint par-dessus tout les fantômes (surtout celui qui est dans les toilettes). Malheureusement pour lui, un malencontreux accident le rend médium, Ichiro se met à voir des fantômes.

## Personnages
Hanada Ichiro
Voix japonaise : Motoko Kumai
Hanada Ichiro est le personnage principal. C'est un gamin malpoli et turbulent, probablement en âge d'aller en CM1, qui fait des bêtises dans le Japon rural. Ichiro est souvent accompagné de son meilleur ami Sōta et de son bébé chien Jiro. Ichiro est volontiers malpoli avec sa famille, notamment avec sa mère et sa grande sœur. Les seules choses qui permettent de le contrôler un peu sont de l'effrayer avec des histoires de fantômes (obake) ou d'abuser de sa gourmandise. Lors d'une dispute Ichiro s'enfuit sur un vélo pour échapper à la colère et aux coups de sa mère. Il a alors un accident grave qui lui laisse neuf points de suture et provoque la perte totale de ses cheveux. Mais surtout son pire cauchemar se réalise : il obtient des pouvoirs extra-sensoriels qui lui permettent de voir des fantômes. Ceux-ci repèrent son pouvoir et viennent le voir pour lui demander des services. Par peur, par paresse ou par ennui, Ichiro commence toujours par refuser de rendre service aux fantômes. Ces derniers obtiennent cependant gain de cause en effrayant Ichiro à mort ou en l'appâtant avec de la nourriture. On s'aperçoit bientôt que derrière la turbulence et l'hyperactivité d'Ichiro se cache un caractère attachant. Notamment, il aide toujours les fantômes jusqu'au bout une fois qu'il s'est retrouvé impliqué dans leur histoire.
Hanada Daijirō
Voix japonaise : Kazuki Yao
Le père d'Ichiro.
Hanada Hisae
Sa mère
Hanada Tokujirō
Voix japonaise : Nachi Nozawa
Son grand-père paternel
Hanada Tokuko
Voix japonaise : Junko Takeuchi
Sa grande sœur, il l'appelle Debusuman parce qu'elle est grosse et moche.
Hanada Jiro
Le petit chien de la famille.
Murakami Sōta
Le meilleur ami d'Ichiro.

## Parution
Originellement publié par Kōdansha en quatre volumes reliés sortis entre janvier 1994 et novembre 1994, la série a connu plusieurs rééditions : une nouvelle fois en quatre volumes entre mars et août 1995 puis en cinq volumes sortis en avril 2006, et entre octobre 2015 et décembre 2015,.
La version française est éditée par Ki-oon à partir d'août 2017, deuxième titre de la collection « Kizuna » de l'éditeur inaugurée en mars 2017 par Reine d'Égypte.

## Liste des volumes
| no | Japonais        | Japonais          | Français       | Français          |
| no | Date de sortie  | ISBN              | Date de sortie | ISBN              |
| -- | --------------- | ----------------- | -------------- | ----------------- |
| 1  | 6 janvier 1994  | 978-4-06-328051-7 | 24 août 2017   | 979-10-327-0125-6 |
| 2  | 5 avril 1994    | 978-4-06-328057-9 |                |                   |
| 3  | 4 novembre 1994 | 978-4-06-328075-3 |                |                   |
| 4  | juillet 1995    | 978-4-06-328094-4 |                |                   |

## Série d'animation

Logo de la série d'animation.

L'adaptation en série d'animation de 25 épisodes est produite par le studio Madhouse et diffusée sur Nippon Television entre octobre 2002 et mars 2003.
Les chansons d'ouverture et de fermeture de l'anime sont en anglais. L'ouverture est une chanson des Backstreet Boys nommé The One. La fermeture est du même boys band et s'appelle Drowning.

### Fiche technique
- Réalisation : Masayuki Kojima
- Character design : Yoshinori Kanemori
- Directeur artistique : Yuji Ikeda
- Créateur original : Makoto Isshiki
- Musique : Yoshihisa Hirano
- Animation : Madhouse
- Nombre d'épisodes : 25

### Liste des épisodes
| No | Titre français                    | Titre japonais | Titre japonais | Date de 1re diffusion |
| No | Titre français                    | Kanji          | Rōmaji         | Date de 1re diffusion |
| --- | --------------------------------- | -------------- | -------------- | --------------------- |
| 22 | Rinko                             |                | Rinko          |                       |
| Ichiro se balade tout en jouant de la flûte dans une montagne (le mont Enkiri) où les adultes lui interdisent d'aller. Il rencontre alors une jeune fille de son âge qui cherche à lui empruter sa flûte. La jeune fille lui demande de lui rendre un service. Ichiro refuse aussitôt car il la prend pour un fantôme. En rentrant chez lui Ichiro découvre la jeune fille tranquillement assise chez lui. Il apprend qu'elle s'appelle Noriko (son nom en kanji se lit aussi Rinko), une jeune fille qui vient de l'autre côté de la montagne et qui restera quelque temps chez Ichiro. Ichiro l'appelle tout de suite Rinko. Plus tard Ichiro accompagne Rinko à son école avec Sōta et Kei. |                                   |                |                |                       |
| 23 | Tâches de nuit                    |                |                |                       |
| Rinko emmène en secret Ichiro sur le mont Enkiri de nuit. Elle lui demande un service: ramener à sa place une statue de Bouddha tombée d'une falaise après un tremblement de terre. Rinko semble particulièrement y tenir alors toutes les nuits ils s'attèlent à la tâche. Durant le jour, Ichiro dort constamment et en tout lieu à cause de ses courtes nuits, au grand amusement de ses camarades de classe et de sa famille. Mais Ichiro s'épuise à petit feu. |                                   |                |                |                       |
| 24 | Statues de la mère et de l'enfant |                |                |                       |
| Le moine du mont Enkiri apprend à Ichiro que Rinko n'est pas de ce monde. Il lui raconte l'histoire d'une jeune fille qui a perdu la vie au bord d'une falaise et en souvenir de qui on a érigé une statue de Bouddha. Ichiro, ne voulant pas croire le moine, s'en va rejoindre Rinko près de la falaise où la statue est tombée. |                                   |                |                |                       |
| 25 | Fleurs de Dent de chien           |                |                | 25 mars 2003          |
| Rinko et Ichiro sont amoureux. Une fois la statue en place, Rinko pense emmener Ichiro dans l'autre monde avec elle pour l'épouser. Le moine du mont Enkiri fait tout pour empêcher ça. |                                   |                |                |                       |